# Одая (Шолданештский район)
Одая (рум. Odaia) — село в Шолданештском районе Молдавии. Наряду с сёлами Алчедар и Куратура входит в состав коммуны Алчедар.

## География
Село расположено на высоте 236 метров над уровнем моря.

## Население
По данным переписи населения 2004 года, в селе Одая проживает 1 человек (1 мужчина, 0 женщин).
Этнический состав села:
| Национальность | Число жителей | Процентный состав |
| -------------- | ------------- | ----------------- |
| молдаване      | 1             | 100,0             |
| Всего          | 1             | 100%              |